# Kaliningrad (102)
Le BDK-58 Kaliningrad (102) (en russe, Калининград) est un Landing Ship Tank (navire de débarquement) de la flotte de la Baltique  de la Marine russe. Il a été commissionné en Pologne en 1984 sur le chantier naval de Gdansk.

C'est une unité de la classe Project 775/II  comportant 13 navires (code OTAN : classe Ropucha)

 La flotte de la Baltique comprend trois autres unités actives : 
- BDK-43 Minsk (127) ;
- BDK-61 Korolev (130) ;
- BDK-60 Aleksandr Shabalin (110).

## Caractéristiques militaires
Il peut transporter dix véhicules blindés avec 200 hommes de troupes ou 500 tonnes de matériel.
Pour sa défense il dispose de : 
- lance-roquettes multiples sur batterie ;
- missiles sol-air 9K32 Strela-2 à très courte portée ;
- systèmes de défense antiaérienne automatique AK-630 ;
- mitrailleuses diverses.

### Sources
- (en) Cet article est partiellement ou en totalité issu de l’article de Wikipédia en anglais intitulé « Ropucha-class landing ship » (voir la liste des auteurs).